# Prefectura de Shimane
La Prefectura de Shimane (島根県, Shimane-ken) és a la regió de Chūgoku a l'illa de Honshu al Japó. La capital és Matsue.

## Ciutats
- Gōtsu
- Hamada
- Izumo
- Masuda
- Matsue (capital)
- Ōda
- Unnan
- Yasugi

## Districtes
- Hikawa
  - Hikawa

- Iishi
  - Iinan

- Kanoashi
  - Tsuwano
  - Yoshika

- Nita
  - Okuizumo

- Oki
  - Ama
  - Chibu
  - Nishinoshima
  - Okinoshima

- Ōchi
  - Kawamoto
  - Misato
  - Ōnan

- Yatsuka
  - Higashiizumo